# Jay Becker
B. Jay Becker (ur.  1904, zm. 9 października 1987), amerykański brydżysta, World Grand Master (WBF).
Jego syn, Mike Becker, również jest brydżystą.

## Wyniki brydżowe

### Olimpiady
Na olimpiadach uzyskał następujące rezultaty:
| Olimpiady brydżowe. Zawody teamów | Olimpiady brydżowe. Zawody teamów | Olimpiady brydżowe. Zawody teamów | Olimpiady brydżowe. Zawody teamów | Olimpiady brydżowe. Zawody teamów | Olimpiady brydżowe. Zawody teamów |
| Rok                               | Miejsce                           | Zawody                            | Kategoria                         | Drużyna                           | Pozycja                           |
| --------------------------------- | --------------------------------- | --------------------------------- | --------------------------------- | --------------------------------- | --------------------------------- |
| 1960                              | Turyn                             | 1. Olimpiada Teamów               | Open                              | USA 1                             | 3                                 |

### Zawody światowe
W światowych zawodach zdobyła następujące lokaty:
| Mistrzostwa Świata. Konkurencja teamów | Mistrzostwa Świata. Konkurencja teamów | Mistrzostwa Świata. Konkurencja teamów | Mistrzostwa Świata. Konkurencja teamów | Mistrzostwa Świata. Konkurencja teamów | Mistrzostwa Świata. Konkurencja teamów |
| Rok                                    | Miejsce                                | Zawody                                 | Kategoria                              | Drużyna                                | Pozycja                                |
| -------------------------------------- | -------------------------------------- | -------------------------------------- | -------------------------------------- | -------------------------------------- | -------------------------------------- |
| 1982                                   | Biarritz                               | 6. Mistrzostwa Świata                  | Open                                   | Becker                                 | 10                                     |
| 1973                                   | Guarujá                                | 19. Mistrzostwa Świata Teamów          | Open                                   | North America                          | 4                                      |
| 1965                                   | Buenos Aires                           | 13. Mistrzostwa Świata Teamów          | Open                                   | North America                          | 2                                      |
| 1958                                   | Como                                   | 8. Mistrzostwa Świata Teamów           | Open                                   | USA                                    | 2                                      |
| 1953                                   | Nowy Jork                              | 3. Mistrzostwa Świata Teamów           | Open                                   | USA                                    | 1                                      |
| 1951                                   | Neapol                                 | 2. Mistrzostwa Świata Teamów           | Open                                   | USA                                    | 1                                      |

| Mistrzostwa Świata. Konkurencja par | Mistrzostwa Świata. Konkurencja par | Mistrzostwa Świata. Konkurencja par | Mistrzostwa Świata. Konkurencja par | Mistrzostwa Świata. Konkurencja par | Mistrzostwa Świata. Konkurencja par |
| Rok                                 | Miejsce                             | Zawody                              | Kategoria                           | Partner                             | Pozycja                             |
| ----------------------------------- | ----------------------------------- | ----------------------------------- | ----------------------------------- | ----------------------------------- | ----------------------------------- |
| 1966                                | Amsterdam                           | 2. Mistrzostwa Świata               | Open                                | Dorothy Hayden Truscott             | 3                                   |

## Klasyfikacja
- Jay Becker – klasyfikacja WBF (ang.)